# Вождение в Индии
Вождение в Индии регулируется многочисленными нормативно-правовыми актами и обладает непривычными для европейцев особенностями.

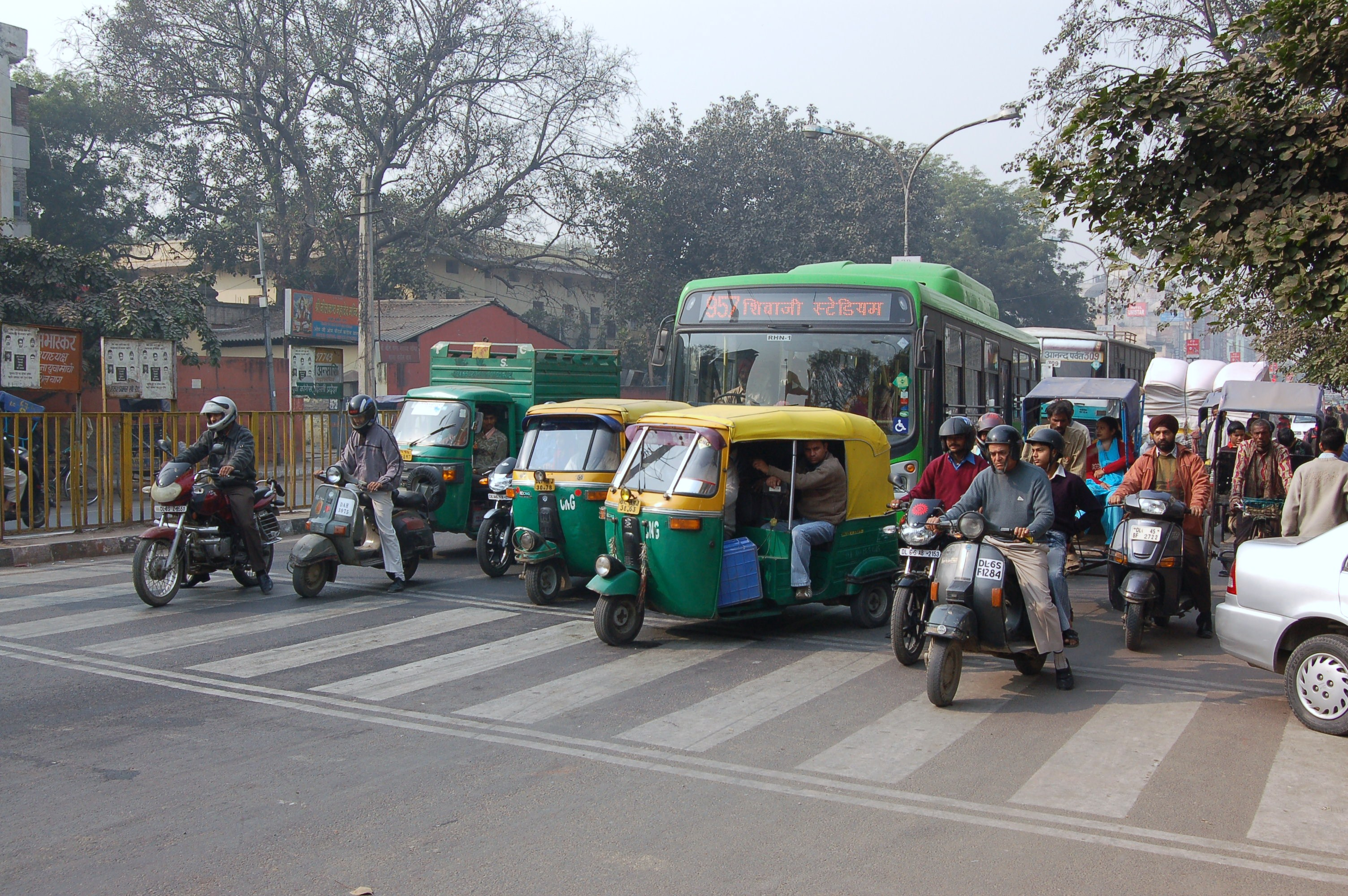
Разнообразная мототехника и автотранспорт ждут на перекрестке в Дели

## Основные отличия от Европы
Движение левостороннее.  Однако преимущество на нерегулируемом перекрёстке у того, кто справа, как и в Европе. Региональные дороги используются в том числе пешеходами и коровами, находящимися под защитой 48 статьи конституции Индии. Транспортные средства (ТС) постоянно издают звуковые сигналы. На дорогах внезапно производятся ремонтные работы. Неприспособленные ТС используются для перевозки негабаритного груза. Водители используют дальний свет фар не заботясь об ослеплении встречных водителей.

## Правоприменение
Законодательная система Индии входит в Англосаксонскую правовую семью при которой правоприменение опирается на соответствующую правовую доктрину.
Индийский дорожный конгресс (IRC) в 1972 году опубликовал Кодекс безопасности дорожного движения «Настоящий кодекс не является сводом правил дорожного движения, хотя некоторые меры, предусмотренные в нем, предусмотрены законом. Другие продиктованы здравым смыслом и вежливостью. Однако каждая категория так же важна, как и другая». Обучение водителей в Индии обычно ведётся по этому кодексу.
Действующий закон об автомобилях «Motor vehicles act» был издан 14 октября 1988 года.
Его частью являются правила дорожного движения «Motor Vehicles (Driving) Regulations», текущая редакция правил опубликована 23 июня 2017 года.
Соблюдение правил дорожного движения контролируется дорожной полицией. Для владельцев индийских прав существует система штрафных баллов, за грубое нарушение начисляют три балла, по достижении 12 баллов отстраняют от вождения. Туристам обычно выписывают штраф на месте. В случае отказа от уплаты штрафа полицейский может забрать ключ от байка, поэтому туристам рекомендуют: «выключи двигатель, вынь и убери ключ». Иногда полиция применяет для наказания злостных нарушителей бамбуковый массаж вместо официальных мер воздействия.
| Нарушение                                     | Штраф                                                                           |
| --------------------------------------------- | ------------------------------------------------------------------------------- |
| Вождение в нетрезвом виде или под наркотиками | Rs10.000 или 6 месяцев тюрьмы, при повторном Rs15000 или два года тюрьмы        |
| Перегрузка пассажирами                        | Rs 2000 плюс лишение прав или общественные работы на три месяца                 |
| Превышение скорости                           | Rs 1000 для LMV, Rs 2000 для MMV                                                |
| Опасное вождение                              | Rs 1000..5000, лишение прав или от полгода до года тюрьмы                       |
| Вождение без прав                             | Rs 5000 или общественные работы                                                 |
| Вождение без страховки                        | Rs 2000 или три месяца тюрьмы или общественные работы. При повторении - Rs 4000 |
| Проезд на запрещающий сигнал (signal jumping) | Rs 1000..5000, лишение прав или от полгода до года тюрьмы                       |
| Езда без шлема                                | Rs 1000 плюс лишение прав на три месяца                                         |

## Ограничения скорости
Ограничение скорости зависит от  типа дороги и категории транспортного средства. Ниже приведены ограничения максимальной скорости, установленные 6 апреля 2018 года.
| Максимально допустимая скорость на дорогах Индии, километры в час |         |                          |                |
| Вид дороги                                                        | Обычная | Две полосы и разделитель | Автомагистраль |
| Автомобиль на 8 и менее пассажиров (категория М1)                 | 70      | 100                      | 120            |
| Автомобиль на 9 и более пассажиров (категория М2, М3)             | 60      | 90                       | 100            |
| Грузовой автомобиль (категория N)                                 | 60      | 80                       | 80             |
| Мотоцикл                                                          | 60      | 80                       | 80*            |
| Квадрицикл                                                        | 50      | 60                       | -              |
| Трехколесное ТС                                                   | 50      | 50                       | -              |
| * Если движение мотоциклов по автомагистрали разрешено            |         |                          |                |

Общее ограничение 25 километров в час: вблизи школ, стройплощадок, больниц, а также на дорогах без тротуаров и обочин, на которых пешеходы используют часть проезжей части для ходьбы.
Ограничения скорости также реализуются при помощи спидбрейкеров, зачастую никак заранее не обозначенных и плохо различимых.

## Пешеходные переходы
Есть три вида пешеходных переходов:
- Со светофором или регулировщиком: выполняем сигналы, регулировщик приоритетней светофора.
- Зебра: водители обязаны уступать дорогу пешеходам.
- Где угодно: переход дороги человеком или животным в удобном ему месте.

## Водительские права
Для управления транспортными средствами требуются либо Индийские водительские права, либо  международное водительское удостоверение (International Driving Permit). Водительские права в Индии выдают с 18 лет. Международные водительские права позволяют водить машину в Индии в течение одного года.

## ДТП
В ПДД указывается, что «Водитель должен сохранять абсолютное хладнокровие в случае аварии и не делать ничего, что может причинить вред другому водителю».
Если кто-то пострадал в ДТП, то нужно позвонить на номер 108. Общий телефон службы спасения 112. Телефон скорой помощи 102. Участники ДТП должны «попытаться сфотографировать лиц и ТС, участвовавших в ДТП, в том числе регистрационные знаки ТС и место происшествия».
Индия опасна для вождения. Дорожно-транспортные происшествия унесли в Индии 150 000 жизней в 2021 году — в среднем 17 в час. В Индии практически отсутствует система управления дорожным движением, плоха подготовка водителей. В 2014 году Reuters описало экзамен по вождению в Дели, на котором один экзаменатор протестировал десять человек за две минуты.